# Athletico Paranaense
Club Athletico Paranaense – brazylijski klub piłkarski z siedzibą w mieście Kurytyba, stolicy stanu Parana. Występuje w rozgrywkach Campeonato Brasileiro Série A oraz Campeonato Paranaense. Domowe mecze rozgrywa na obiekcie Arena da Baixada.
Został założony 26 marca 1924 roku. Znany też jako Athletico-PR. Poprzednio nosił nazwę z inną pisownią: Club Atlético Paranaense. W 2001 roku klub świętował zdobycie jedynego mistrzostwa kraju w swojej historii.

## Historia
Klub powstał 26 marca 1924 roku, w wyniku fuzji dwóch klubów Internacional i America. Pierwszy mecz rozegrał 6 kwietnia tego samego roku, pokonując Universal FC 4:2 Od 1949 roku klub zyskał przydomek Furacão, co w dosłownym tłumaczeniu oznacza Huragan. Stało się tak na skutek odniesienia jedenastu zwycięstw w dwunastu meczach, w drodze po mistrzostwo stanu Parana, które trafiło w ręce Athletico. Największym rywalem klubu jest drużyna Coritiba FBC. W 1989 roku zrezygnowano z dotychczasowo używanych poziomych czerwono-czarnych pasów, na rzecz pionowych pasów w tych samych kolorach. W 2001 roku klub zdobył pierwsze i jedyne jak na razie mistrzostwo kraju. W 2018 roku zwyciężył w rozgrywkach o Copa Sudamericana. Przed sezonem 2019 zdecydowano o zmianie nazwy klubu na Athletico Paranaense, a także zaprezentowanie nowego loga i nowych strojów drużyny.

## Sukcesy
- Mistrzostwo Brazylii: 2001
- Mistrzostwo stanu Parana (24): 1925, 1929, 1930, 1934, 1936, 1940, 1943, 1945, 1949, 1958, 1970, 1982, 1983, 1985, 1988, 1990, 1998, 2000, 2001, 2002, 2005, 2009, 2016, 2018
- Finał Copa Libertadores: 2005
- Zwycięzca Copa Sudamericana: 2018

## Aktualny skład
Stan na 1 września 2022.
| Nr | Poz. | Piłkarz           |
| -- | ---- | ----------------- |
| 1  | BR   | Bento             |
| 2  | OB   | Nicolás Hernández |
| 5  | PO   | Fernandinho       |
| 6  | PO   | Matheus Fernandes |
| 7  | NA   | Marcelo Cirino    |
| 8  | NA   | Vitor Bueno       |
| 9  | NA   | Agustín Canobbio  |
| 10 | NA   | Marlos            |
| 11 | NA   | Vitinho           |
| 13 | OB   | Khellven          |
| 16 | OB   | Abner             |
| 17 | PO   | Hugo Moura        |
| 18 | PO   | Léo Cittadini     |
| 20 | PO   | David Terans      |

| Nr | Poz. | Piłkarz                 |
| -- | ---- | ----------------------- |
| 24 | OB   | Luis Orejuela           |
| 26 | PO   | Erick                   |
| 28 | NA   | Tomás Cuello            |
| 30 | PO   | Bryan García            |
| 34 | ŚO   | Pedro Henrique          |
| 35 | NA   | Rômulo                  |
| 39 | NA   | Vitor Roque             |
| 42 | OB   | Matheus Felipe          |
| 44 | OB   | Thiago Heleno (kapitan) |
| 48 | OB   | Pedrinho                |
| 80 | PO   | Alex Santana            |
| 88 | NA   | Christian               |
| 92 | NA   | Pablo                   |
| 98 | PO   | Anderson Paixão         |